# Vincent Braillard
Vincent Braillard (Montet, 29 de abril de 1985) es un expiloto de motociclismo suizo, que compitió en el Campeonato del Mundo de Motociclismo entre 2002 y 2006.

## Biografía
Su carrera en el motociclismo se inició en el mundo de la minimoto, de los cuales se convirtió en campeón nacional suizo en 1999. Posteriormente, pasó después del campeonato nacional francés de velocidad y para competir en el Campeonato Europeo de Velocidad.
Su debut en el campeonato mundial tuvo lugar en 125cc en el Gran Premio de Francia de 2002 a bordo de una Honda. Pero su primera temporada completa fue en 2005 conduciendo una Aprilia RS 125 R del equipo Toth.
En 2006, repitió en la misma cilindrada, con el número 26, con el equipo Multimedia Racing, con motocicletas Aprilia y con Pablo Nieto como compañero de equipo.

## Resultados en el Campeonato del Mundo
Sistema de puntuación de 1993 hasta 2022:
| Posición | 1.º | 2.º | 3.º | 4.º | 5.º | 6.º | 7.º | 8.º | 9.º | 10.º | 11.º | 12.º | 13.º | 14.º | 15.º |
| Puntos   | 25  | 20  | 16  | 13  | 11  | 10  | 9   | 8   | 7   | 6    | 5    | 4    | 3    | 2    | 1    |

### Carreras por temporada
| Año  | Cat.  | Moto    | 1      | 2      | 3      | 4       | 5      | 6       | 7      | 8      | 9      | 10     | 11      | 12     | 13      | 14     | 15    | 16     | 17     | Pts. | Pos. |
| ---- | ----- | ------- | ------ | ------ | ------ | ------- | ------ | ------- | ------ | ------ | ------ | ------ | ------- | ------ | ------- | ------ | ----- | ------ | ------ | ---- | ---- |
| 2002 | 125cc | Honda   | JPN -  | RSA -  | SPA -  | FRA Ret | ITA -  | CAT -   | NED -  | GBR -  | GER -  | CZE -  | POR -   | BRA -  | PAC -   | MAL -  | AUS - | VAL 29 |        | 0    | -    |
| 2005 | 125cc | Aprilia | SPA 25 | POR 31 | CHN -  | FRA Ret | ITA 28 | CAT Ret | NED 27 | USA -  | GBR 29 | GER 22 | CZE 21  | JPN 27 | MAL Ret | QAT -  | AUS - | TUR -  | VAL 23 | 0    | -    |
| 2006 | 125cc | Aprilia | SPA 26 | QAT 20 | TUR 32 | CHN 32  | FRA 28 | ITA 26  | CAT -  | NED 21 | GBR 22 | GER 21 | CZE Ret | MAL -  | AUS 23  | JPN 17 | POR - | VAL -  |        | 0    | -    |

| Color     | Resultado                                                               |
| --------- | ----------------------------------------------------------------------- |
| Oro       | Ganador                                                                 |
| Plata     | 2.ª plaza                                                               |
| Bronce    | 3.ª plaza                                                               |
| Verde     | Finalizó en los puntos                                                  |
| Azul      | Finalizó sin puntos                                                     |
| Azul      | NC - No clasificado                                                     |
| Violeta   | Ret - No terminó (Carrera)                                              |
| Rojo      | DNQ - No se clasificó                                                   |
| Negro     | DSQ - Descalificado                                                     |
| Blanco    | DNS - No empezó (carrera)                                               |
| Blanco    | WD - Retirado (fin de semana)                                           |
| Blanco    | C - Carrera cancelada                                                   |
| Sin color | DNP - Inscrito pero no participó                                        |
| Sin color | INJ - Lesionado                                                         |
| Sin color | EX - Excluido                                                           |
| Estado    | Resultado                                                               |
| Negrita   | Pole position                                                           |
| Cursiva   | Vuelta rápida                                                           |
| †         | Abandona, pero clasifica al completar el porcentaje requerido para ello |